# Csomag (informatika)
A digitális hálózatokban az adatátvitel egyik módja az átküldendő adat kisebb csomagokra bontása, és azok továbbítása, ezek a csomagkapcsolt hálózatok. Egy csomag az alkalmazott hálózati protokollnak megfelelő struktúrával (formátummal) bír, és nem léphet túl egy bizonyos méretet. A csomagokra bontás lényege a kommunikációs vonalak előnyösebb kihasználásában rejlik.

## Funkció - Miért érdemes csomagokra bontani?
A csomag fogalmának megvilágítása érdekében hasznos összevetni a csomagkapcsolt hálózat és a vonalkapcsolt hálózat lényegi elemeit.
A hagyományos telefonhálózat tipikus példája a vonalkapcsolt hálózatnak. Egy profán példával illusztrálva, amíg egy háztartás egyik tagja telefonbeszélgetést folytat egy ismerősével, addig a család többi tagja nem használhatja telefont, még abban az esetben sem ha a társalgás mindkét résztvevője csupán csendben töpreng beszélgetés helyett.
A csomagkapcsolt hálózat abban javít a fenti helyzeten, hogy a két kommunikáló fél csak addig foglalja a vonalat, amíg átküld egy csomagnyi adatot (a fenti példa esetén a digitalizált hang adatait). Amikor nincs szükség adatátvitelre, a vonal más rendelkezésére áll.

## Egy csomag tartalma
Egy csomagban kétféle adat van: irányítási információk és felhasználói adatok. Az irányítási információ mindaz, amire a hálózatnak szüksége van, hogy a felhasználói adatokat kézbesítse, például: a csomag forrása, címzettje, hiba ellenőrző kódok, csomag sorrend jelző, és kívánt szolgáltatás minőséget jelző adat. Általában a csomag elején vagy végén kap helyet, a csomag hasznos terhét körülölelve.
Az egyes elemek tagolását és struktúráját (formátumát) különféle hálózati protokoll specifikációk tartalmazzák. Ilyen például az IP protokollcsalád (IP, ICMP, TCP, UDP) amit az Internet használ, de létezik még az IPX (a régi Novell hálózat), az AppleTalk, az X.25, az személygépkocsikban használt CAN és mások.

## Méret korlátai
A csomag méreteit elviekben több szempont korlátozza, gyakorlatban az alkalmazott hálózati protokolltól függ.
Minél kisebb egy csomag, az egész méretéhez képest annál több helyet foglalnak az irányítási információk, ezáltal a hasznos adat aránya a csomag méretéhez képest meglehetősen alacsony lesz, magyarul csökken a hálózat áteresztőképessége.
Minél nagyobb egy csomag, annál tovább foglalja az átvitel a kommunikációs vonalat, más szavakkal növekszik a hálózat késleltetése (szaknyelven latency).

## Csomag vagy keret
Alapvetően mindkettő a csomagkapcsolt hálózat paradigmájához kapcsolódik, és megkülönböztetésük alkalmazási terület szerint történik. Az OSI modell hálózati rétegében csomagokról beszélünk, az adatkapcsolati rétegben keretekről.